# Молочна змія Кемпбела
Молочна змія Кемпбела (Lampropeltis triangulum campbelli) — неотруйна змія, підвиди молочної змії родини Вужеві. Інші назви «поперечносмуга королівська змія», «молочна змія Пуебли». Отримала назву на честь американського зоолога Джонатана Кемпбела.

## Опис
Загальна довжина коливається від 70 см до 1,2 м. Голова невелика. Тулуб стрункий, проте товстіший за інших представників цього виду, з гладенькою лускою. Одна з найяскравіших королівських змій, зовні здається, що тіло розбите на окремі кільця. Уздовж всього тулуба рівномірночергуються однакові завширшки червоні, кремові та чорні кільця. За головою є кремовое кільце, яке зазвичай ширше за інші.

## Спосіб життя
Полюбляє гірські долини. Активна у присмерку. Харчується ящірками, гризунами, птахами, земноводними, дрібними зміями.
Це яйцекладна змія. Самиця відкладає 6—15 яєць. Через 2 місяця з'являються молоді змії.

## Розповсюдження
Мешкає у центральній Мексиці: Пуебла, Морелос, Оахака.